# Lauricocha (Huánuco)
Lauricocha ist eine kleine Gemeinde im zentralen Andenhochland von Peru. Sie liegt am Ufer des Lago Lauricocha in der Region Huánuco. Die Gemeinde besteht aus einem halben Dutzend Häusern, die in dem dünn besiedelten Gebiet auf 3850 m nahe der Ortschaft Antacolpa verstreut liegen, rund 25 km nordwestlich von Yanahuanca, der Hauptstadt der Provinz Daniel Alcides Carrión.
25 km westlich der Gemeinde liegt der Cerro Yerupajá (6634 m), der höchste Gipfel in der Bergkette Cordillera Huayhuash und einer der zehn höchsten Gipfel des südamerikanischen Kontinents.

## Persönlichkeiten
- Thalía Valdivia (* 1996), Langstreckenläuferin